# Podiș (okręg Bacău)
Podiș – wieś w Rumunii, w okręgu Bacău, w gminie Mărgineni. W 2011 roku liczyła 585 mieszkańców.